# 格雷姆斯多夫
格雷姆斯多夫是德国巴伐利亚州的一个市镇。总面积12.96平方公里，总人口1560人，其中男性910人，女性650人（2011年12月31日），人口密度120人/平方公里。